# روبی پاین-اسکات
روبی پاین-اسکات (انگلیسی: Ruby Payne-Scott؛ زاده ۲۸ مهٔ ۱۹۱۲ – درگذشته ۲۵ مهٔ ۱۹۸۱) دانشمند اهل استرالیا بود.